# Баптист, Керри
Керри Баптист (англ. Kerry Baptiste; род. 1 декабря 1981 года, Карнейдж) — тринидадский футболист, нападающий.

## Карьера

### Клубная
Большую часть карьеры он провел на родине. В 2010 году Баптист мог оказаться в английском «Ипсвич Тауне», но переход не состоялся. В 2011 году нападающий выступал в США за клуб Североамериканской футбольной лиги «Тампа-Бэй», однако закрепиться в его основе он не смог. Вскоре Баптист вернулся домой, после чего дважды становился чемпионом страны.

### Сборная
За сборную Тринидада и Тобаго Керри Баптист в 2003 году. Ранее он выступал за молодежную команду страны. Всего он провел за нее 51 игру, в которых он забил 12 голов. В 2007 году форвард в составе сборной принял участие в Золотом кубке КОНКАКАФ в США.

## Достижения

### Международные
- Победитель Карибского клубного чемпионата (2): 2003, 2016.
- Серебряный призёр Карибского кубка (1): 2007.

### Национальные
- Чемпион Тринидада и Тобаго  (5): 2002, 2003, 2009, 2015/16, 2017.
- Обладатель Кубка Тринидада и Тобаго  (3): 2005, 2007, 2009.